# Captain Toad: Treasure Tracker
Captain Toad: Treasure Tracker — екшн-головоломка відеогра, розроблена Nintendo EAD Tokyo і 1-UP Studio і випущена Nintendo для Wii U. Це відокремлений серія Super Mario, яка спирається на міні-ігри, створені в Super Mario 3D World.